# Чумаков, Михаил Петрович

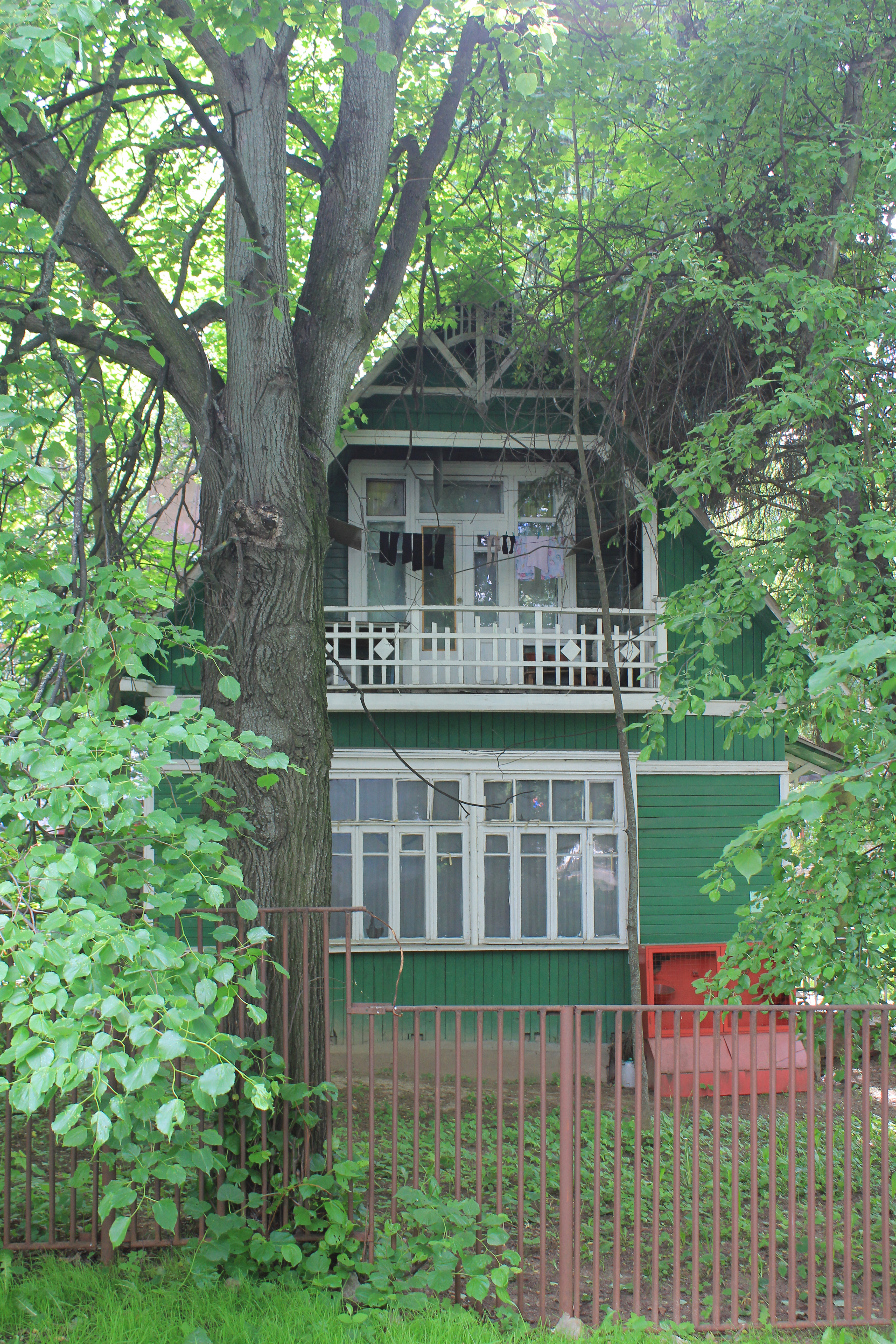
Дом, где жил и работал академик М. П. Чумаков

Михаи́л Петро́вич Чумако́в (1 [14] ноября 1909, Епифань, Тульская губерния — 11 июня 1993, Москва) — советский вирусолог, академик АМН (1960), основатель и первый директор Института полиомиелита и вирусных энцефалитов РАМН.
Принял участие (совместно с Л. А. Зильбером и другими) в изучении этиологии весенне-летнего энцефалита и открытии вызывающего его вируса клещевого энцефалита. Организовал массовое производство, провёл клинические испытания и внедрил вакцину против полиомиелита, разработанную американским учёным Альбертом Сэйбином.

## Биография
Чумаков окончил в 1931 году медицинский факультет Московского государственного университета, который был затем преобразован в Московскую медицинскую академию имени И. М. Сеченова. В том же году он начал трудовую карьеру в Военно-медицинской лаборатории (позже — Военный научный медицинский институт РККА) под руководством И. М. Великанова, где работал врачом-лаборантом по проблемам раневых инфекций. Под руководством Великанова Чумаков сделал своё первое научное открытие — усовершенствовал лабораторную диагностику газовой гангрены у травматологических больных в Московском институте имени И. В. Склифосовского. Великанова, вместе с военврачом I ранга З. И. Михайловой (старший специалист Биотехнического института РККА) Чумаков считал своими первыми учителями, о чём неоднократно упоминал в своих публичных выступлениях.
В 1937 году Чумаков принял участие в организованной Л. А. Зильбером научной экспедиции в Хабаровский край. Совместно с другими участниками экспедиции Чумаков исследовал природу вновь открытого инфекционного неврологического заболевания, названного клещевым энцефалитом, и впервые выделил вызывающий его вирус. За это открытие Чумаков и группа других учёных в 1941 году были удостоены Сталинской премии первой степени. В результате случайного заражения вирусом Чумаков заболел клещевым энцефалитом и потерял слух и подвижность правой руки.
В 1945 году Чумаков по результатам изучения эпидемической вспышки в Крыму в 1944—1945 гг. впервые описал геморрагическую лихорадку Крым-Конго, получил доказательства иммунологического единства штаммов, изолированных из крови больных людей и из клещей, установил вирусную этиологию и природную очаговость нового заболевания человека.
В 1948 году Михаил Петрович был избран членом-корреспондентом, а в 1960 году действительным членом Академии медицинских наук СССР. Начиная с 1940-х годов Чумаков был организатором многочисленных научных экспедиций в районы Сибири, Дальнего Востока, Крыма, и других районов Советского Союза для изучения вспышек новых инфекционных заболеваний. Среди вирусов, открытых и исследованных Чумаковым — вирусы омской геморрагической лихорадки, кемеровской геморрагической лихорадки, геморрагической лихорадки с почечным синдромом, крымской геморрагической лихорадки и многих других. С 1950 года Чумаков был директором Института вирусологии имени Д. И. Ивановского.
В 1955 году он организовал новый институт по изучению полиомиелита с целью разработки профилактических вакцин против этой болезни. Чумаков работал в тесном сотрудничестве с американскими учёными Джонасом Солком и Альбертом Сэйбином. В 1958—1959 годах совместно со своей женой и соратником М. К. Ворошиловой и другими сотрудниками он организовал первое в мире производство и клинические испытания живой полиомиелитной вакцины (ЖПВ), изготовленной из аттенуированных штаммов Сэйбина. Для этих целей на базе Института полиомиелита и вирусных энцефалитов (ИПВЭ) было создано Предприятие по производству бактерийных и вирусных препаратов ИПВЭ, которое также возглавил Чумаков. Это сделало Советский Союз первой страной, где началось массовое применение этой высокоэффективной вакцины, которая через несколько лет практически ликвидировала полиомиелит в стране. Чумаков руководил Институтом полиомиелита и вирусных энцефалитов с 1955 по 1972 год.
За цикл работ по полиомиелиту в 1963 году Чумаков совместно с Анатолием Александровичем Смородинцевым был удостоен Ленинской премии. Вакцина, производимая в институте Чумакова, экспортировалась в более чем 60 стран мира и помогла ликвидировать большие вспышки полиомиелита в Восточной Европе и Японии.
Успех клинических испытаний ЖПВ в Советском Союзе явился критическим фактором для начала применения вакцины на её родине в Соединенных Штатах, а также во всём мире. Эта вакцина стала основным инструментом, используемым в глобальной кампании по искоренению полиомиелита. Чумаков также создал ряд других медицинских и ветеринарных вакцин. Совместно с сотрудниками им были разработаны и внедрены вакцина против клещевого энцефалита, содержащая инактивированный (убитый) вирус, вакцина против вируса чумы плотоядных, используемая для защиты пушных зверей, и многие другие. Чумаков опубликовал более 960 научных статей и книг, является автором многочисленных патентов.
Похоронен на Троекуровском кладбище.

## Семья
- Супруга — Сапрыкина Надежда Ивановна (1912—1970) — врач-невролог (первая жена).
- Вторая жена — Ворошилова М. К. (1922—1986), вирусолог, член-корреспондент АМН СССР.
- Сыновья — Михаил (1941—2016), Илья (1949), Пётр (1951), Константин (1952), Алексей (1964) — учёные, физик, биологи, вирусологи, кандидаты и доктора наук.
- Дочери — Долорес (1936—2018), Мария (1948) — учёные, кандидат геолого-минералогических наук и кандидат медицинских наук.

## Память
- После смерти М. П. Чумакова основанный им институт получил его имя и теперь называется Институт полиомиелита и вирусных энцефалитов имени М. П. Чумакова, с 2016 года входит в состав Федерального государственного бюджетного научного учреждения «Федеральный научный центр исследований и разработки иммунобиологических препаратов им. М. П. Чумакова РАН» .
- В честь М. П. Чумакова был назван астероид (5465) Чумаков, открытый астрономом Крымской астрофизической обсерватории Людмилой Карачкиной 9 сентября 1986 года[8].
- В честь М. П. Чумакова в городском поселении Московский города Москвы названа улица[9].

## Звания
Чумаков был лауреатом почётной докторской степени Honoris Causa Академии Леопольдина в Германии, почётным членом Венгерской академии наук. Он был также почётным членом многочисленных медицинских обществ и зарубежных Академий.

## Награды и премии
- Герой Социалистического Труда (13 ноября 1984)
- орден Ленина (13 ноября 1984)
- орден Октябрьской Революции (13 ноября 1979)
- 2 ордена Трудового Красного Знамени (13 ноября 1959; 3 мая 1966)
- орден «Знак Почёта» (5 сентября 1951)
- медали
- Ленинская премия (1963)
- Сталинская премия I степени (13 марта 1941) — за открытие в 1939 году возбудителей заразных заболеваний человека, известных под названием «Весенне-летний и осенний энцефалиты», и за разработку успешно применяемых методов их лечения, одобренных Наркомздравом СССР